# Ludwigia stenorraphe
Ludwigia stenorraphe är en dunörtsväxtart. Ludwigia stenorraphe ingår i släktet ludwigior, och familjen dunörtsväxter.

## Underarter
Arten delas in i följande underarter:
- L. s. macrosepala
- L. s. reducta
- L. s. stenorrhaphe